# Piotr I (maronicki patriarcha Antiochii)
Piotr I (zm. 1130) - duchowny katolicki kościoła maronickiego, w latach 1121–1130 28. patriarcha tego kościoła - "maronicki patriarcha Antiochii i całego Wschodu".